# Грайліквілл (Мічиган)
Грайліквілл (англ. Greilickville) — переписна місцевість (CDP) в США, в окрузі Лілано штату Мічиган. Населення — 1634 особи (2020).

## Географія
Грайліквілл розташований за координатами 44°47′57″ пн. ш. 85°39′22″ зх. д. / 44.79917° пн. ш. 85.65611° зх. д. (44.799290, -85.655978).  За даними Бюро перепису населення США в 2010 році переписна місцевість мала площу 18,42 км², з яких 11,70 км² — суходіл та 6,72 км² — водойми.

## Демографія
Згідно з переписом 2010 року, у переписній місцевості мешкало 1530 осіб у 745 домогосподарствах у складі 442 родин. Густота населення становила 83 особи/км².  Було 852 помешкання (46/км²).
Расовий склад населення:
| - 98,7 % — білих - 0,4 % — азіатів - 0,1 % — корінних американців - 0,1 % — чорних або афроамериканців |

До двох чи більше рас належало 0,5 %. Частка іспаномовних становила 1,7 % від усіх жителів.
За віковим діапазоном населення розподілялося таким чином: 14,3 % — особи молодші 18 років, 50,0 % — особи у віці 18—64 років, 35,7 % — особи у віці 65 років та старші. Медіана віку мешканця становила 55,9 року. На 100 осіб жіночої статі у переписній місцевості припадало 86,8 чоловіків;  на 100 жінок у віці від 18 років та старших — 85,2 чоловіків також старших 18 років.
Середній дохід на одне домашнє господарство  становив 73 369 доларів США (медіана — 45 605), а середній дохід на одну сім'ю — 89 539 доларів (медіана — 60 764). За межею бідності перебувало 3,1 % осіб, у тому числі 0,0 % дітей у віці до 18 років та 0,0 % осіб у віці 65 років та старших.
Цивільне працевлаштоване населення становило 483 особи. Основні галузі зайнятості: освіта, охорона здоров'я та соціальна допомога — 30,6 %, мистецтво, розваги та відпочинок — 19,5 %, будівництво — 16,4 %.